# Wilhelm Tell (Schiff, 1908)
Die Wilhelm Tell ist ein Schaufelraddampfer auf dem Vierwaldstättersee in der Schweiz. Sie wurde von der Schifffahrtsgesellschaft des Vierwaldstättersees (SGV) betrieben, 1970 ausser Dienst gestellt und dient seit 1972 als ortsfestes Restaurantschiff am Schweizerhofquai in Luzern. Sie ist auf der Liste der Kulturgüter in Luzern als regional bedeutend aufgeführt.

## Geschichte

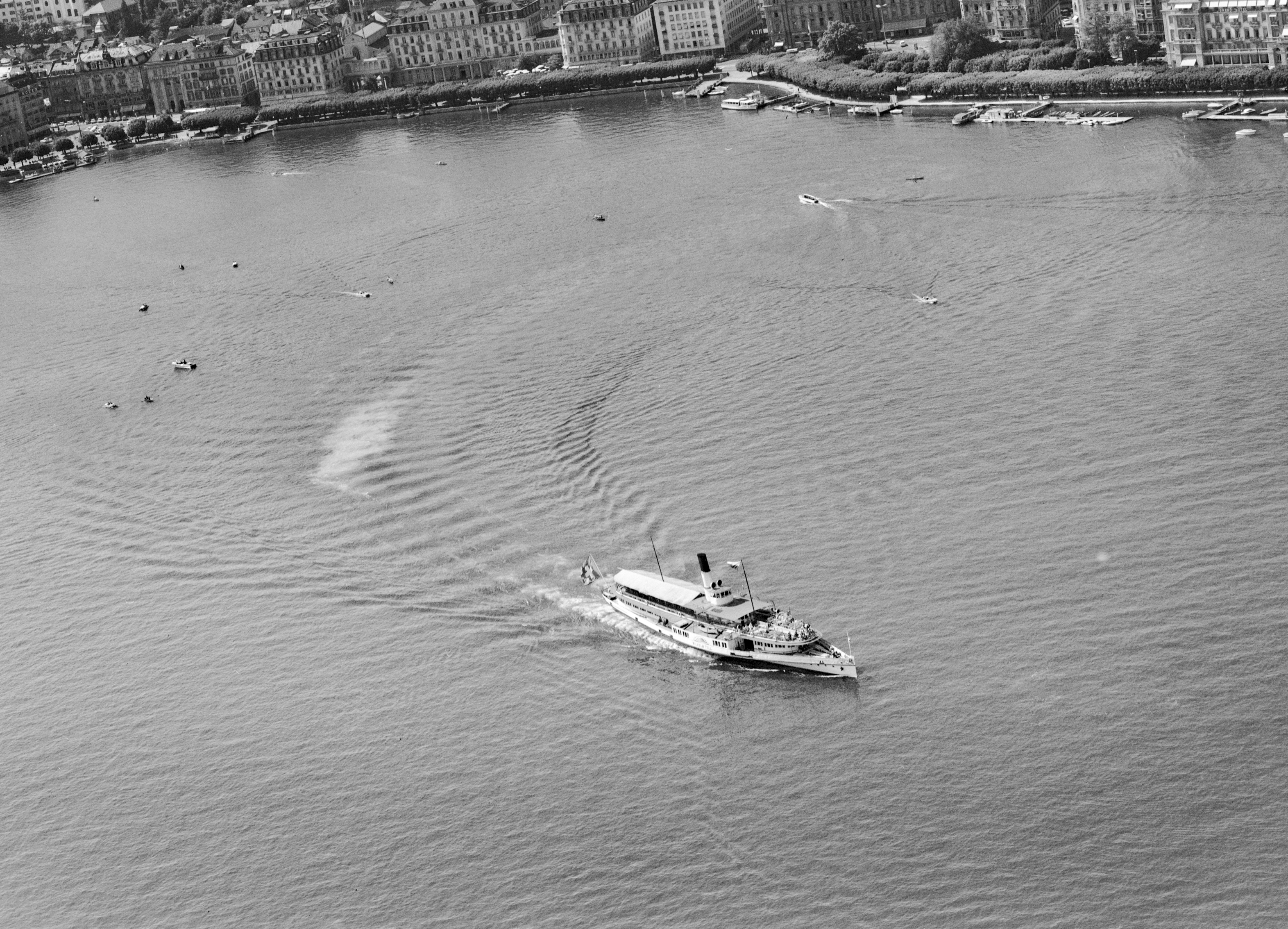
Die Wilhelm Tell 1967 unterwegs bei Luzern.

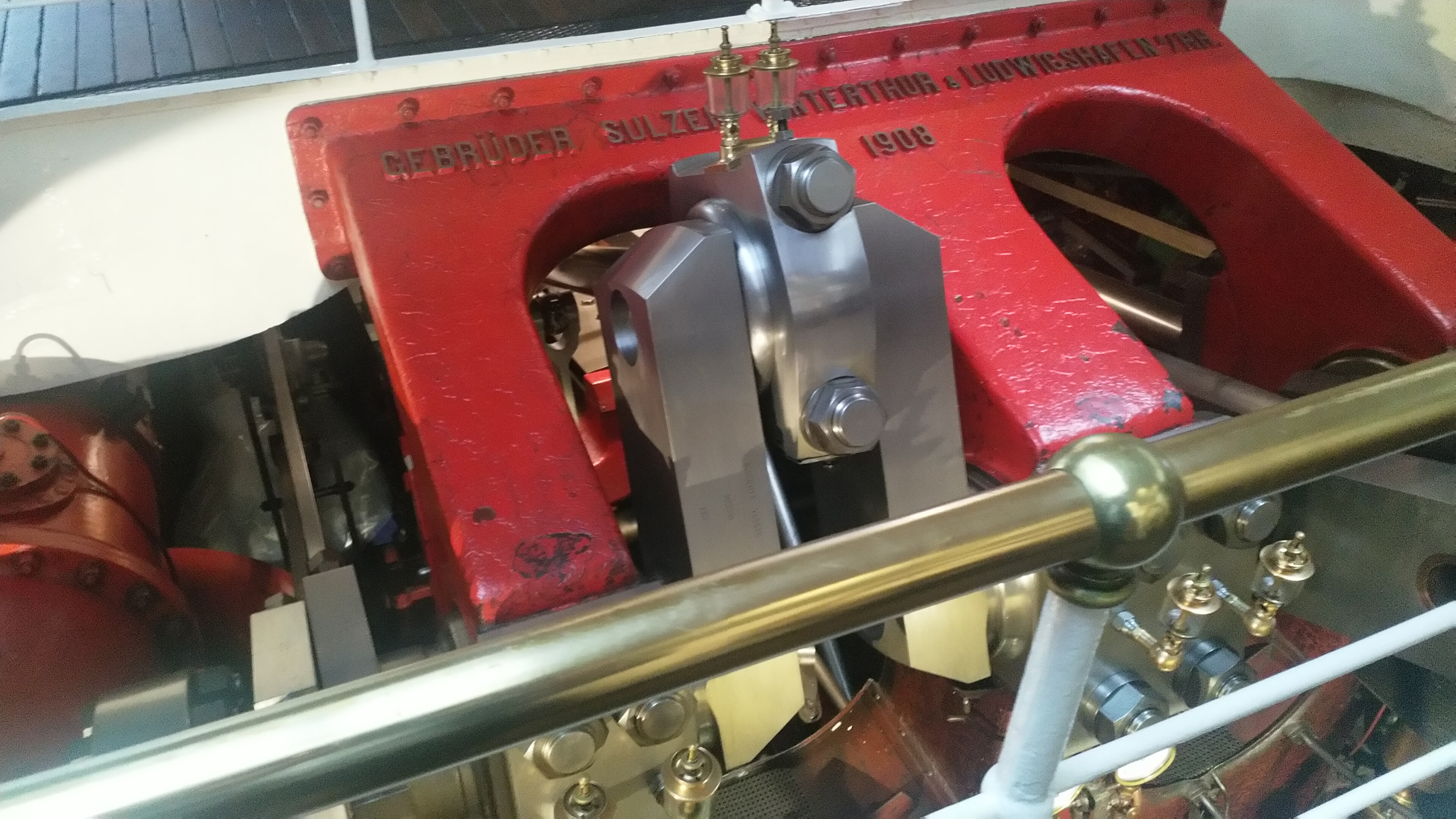
Maschine der Wilhelm Tell.

Die damalige Dampfschiffgesellschaft des Vierwaldstättersees (DGV) bestellte das Schiff 1907 bei Sulzer in Winterthur als Schwesterschiff der Schiller, deren technische Daten mit jenen der Wilhelm Tell praktisch identisch sind. Wie die Schiller wurde die Wilhelm Tell für eine Tragkraft von 1000 Passagieren ausgelegt. Ein zuvor unter dem Namen Wilhelm Tell verkehrender, 1864 in Betrieb genommener Raddampfer wurde in Reuss umgetauft. Die neue Wilhelm Tell nahm den Betrieb am 17. August 1908 auf. Als Antrieb diente eine schrägliegende Sulzer-Zweizylinder-Heissdampf-Verbunddampfmaschine mit einer Leistung von 700 PS.
Um 1920 erhielt die Wilhelm Tell, die wie die anderen Dampfschiffe ihrer Generation ursprünglich einen offenen Steuerstand aufwies, ein Steuerhaus. Eine erste Hauptrevision erfolgte 1931. 1949/50 wurde die Feuerung der Dampfkessel von Kohle auf Schweröl umgestellt und 1952 eine weitere Hauptrevision durchgeführt.
Nach der letzten Hauptrevision von 1968 entschied die Schifffahrtsgesellschaft 1970, die Wilhelm Tell durch ihr neues Motorschiff Gotthard zu ersetzen, und der Raddampfer wurde nach Ende der Saison ausser Dienst gestellt. Aus diesem Anlass führte die Politik der SGV, nach und nach ihre Dampfschiffe auszumustern und durch Motorschiffe zu ersetzen, erstmals zu breiterem Widerstand in der Bevölkerung. Auf eine Unterschriftensammlung 1970 folgte 1971 der Aufruf eines Aktionskomitees zur Erhaltung der Dampfschiffe und schliesslich 1972 die Gründung der Dampferfreunde Vierwaldstättersee.
Die Wilhelm Tell wurde 1971 an einen Luzerner Restaurantbetreiber verkauft. Dabei wurde die Auflage gemacht, dass das Schiff äusserlich nicht verändert werden darf und die Maschine zumindest in ihren sichtbaren Teilen erhalten bleiben muss. Die Dampfkessel wurden ausgebaut, um die Vergrösserung der Küche zu ermöglichen. Zur Verbesserung der Stabilität wurde als Ersatz für die Dampfkessel im mittleren Teil des Schiffes Beton vergossen. Die Eröffnung des Restaurants fand am 2. Juni 1972 statt. Seither erfolgten verschiedene Renovierungs- und Restaurierungsarbeiten, so 1998 eine Restaurierung des Salons 1. Klasse. Mehrmals wurde die Wilhelm Tell in die Werft der SGV geschleppt, wo die Schiffsschale kontrolliert und revidiert wurde. 2009 wurde die verschollen geglaubte Schiffsglocke durch Zufall im Archiv der SGV entdeckt.

## Einsatz
Die nautischen Qualitäten der Wilhelm Tell galten als hervorragend, auch wenn sie verglichen mit den anderen Dampfern gleicher Kapazität etwas träge gewesen sei. Sie war bis zu ihrer Ausserdienststellung ohne besondere Vorkommnisse im Liniendienst im Einsatz.